# Juan Allende-Blin
Juan Allende-Blin (Santiago de Xile, 24 de febrer, 1928), és un compositor xilè que viu a Alemanya.
Juan Allende-Blin prové d'una família hispanofrancesa. Primer va estudiar amb el seu oncle Pedro Humberto Allende Sarón i l'alumne d'Anton Webern, Fré Focke i després a la Universitat de Santiago. El 1951 va arribar a Detmold per recomanació d'Hermann Scherchen. Com a part dels cursos d'estiu de Darmstadt, va prendre classes d'Olivier Messiaen. Del 1954 al 1957 va ensenyar com a professor d'anàlisi musical a la Universitat de Santiago. El 1957 es va traslladar a Alemanya i el 1962 es va convertir en empleat del "Norddeutscher Rundfunk" d'Hamburg. Ha viscut com a compositor independent a Essen des de 1971, fins a la seva mort juntament amb el compositor i organista Gerd Zacher.
Allende-Blin va compondre música instrumental per a diferents conjunts, dos ballets, cançons i música per a cinta i va orquestrar l'òpera fragmentària La Chute de la Maison Usher de Claude Debussy. Com a periodista musical, està especialment preocupat per la música de l'exili.
Les obres d'Allende-Blin són publicades per Edition Gravis.

## Obra
- Transformacions per a instruments de vent, percussió, celesta i piano
- Perfils per a clarinet, trompeta, trombó, violoncel i bateria
- Camps magnètics per a piano, clarinet, contrabaix i cinta
- Transformations III per a percussió, 1952
- Transformations IV per a piano, 1960
- Echelons per a orgue, 1962–68
- Silencis interrompus per a clarinet, contrabaix i piano, 1969/1970
- My Blue Piano per a orgue, orgue de canó i arpa jueva, 1970
- Període de temps per a piano, 1971–74
- Souffle per a dos cors i projeccions, 1972
- Perspectives: pour clarinette en si b, 1977
- Expulsed from the country, concert i representacions escèniques, 1978, llibret: Jean-Pierre Faye
- Rapport sonore / Relato sonoro / Klangbericht, obra de ràdio musical, Premi Karl Sczuka 1983
- Diàleg per a piano i dos intèrprets, 1983
- Coral de caracola per a orgue, 1985
- Transformations V per a orgue i conjunt de cambra, 1987
- Diary Songs després de Franz Kafka i Lautréamont per a dues veus de baríton i orquestra de cambra, estrena el 1987
- Quartet de corda, 1995
- Walter Mehring - un conte de fades d'hivern, Escena imaginaria per a baríton i conjunt de cambra, 1998
- Le Voyage, cantata per a baríton i deu instruments, 2001
- Transformations VII per a 14 instruments, 2003
- Counterdreams / contre-rêves – collage sonor radiofònic, 2003
- Wound at the End of Time - collage sonor radiofònic, 2003
- Canvis: collage sonor radiofònic, 2005
- Dream Spaces: collage sonor radiofònic, 2007
- Cantate à trois per a soprano, tenor, baríton i 4 conjunts, 2007

## Discografia
- Die Klaviermusik von Juan Allende-Blin Thomas Günther, piano Cybele SACD 160.401
- Die Orgelmusik von Juan Allende-Blin Gerd Zacher, 0rgue Cybele SACD 060.401

## Honors
- Premi Karl Sczuka (1983)
- Creu Federal del Mèrit a la cinta (5 d'octubre de 1999)[2]
- Orde del Mèrit de l'Estat de Renània del Nord-Westfàlia (2009)